# Felton Jarvis
Charles Felton Jarvis (ur. 15 listopada 1934 w Atlancie stan Georgia, zm. 3 stycznia 1981 w Nashville stan Tennessee) – producent większości płyt Elvisa Presleya począwszy od 1966 roku aż do jego śmierci w 1977 roku.

## Śmierć
Jarvis doznał wylewu 19 grudnia, 1980 r. Został zabrany do szpitala w Nashville i zmarł tam 3 stycznia, 1981 r., w wieku 46 lat.
Felton Jarvis jest pochowany w the Mount Hope Cemetery w Franklin, Tennessee.